# NGC 6740
NGC 6740 este o galaxie situată în constelația Lira. A fost descoperită în 28 iunie 1864 de către Albert Marth. Se află la o distanță de 63,95 de megaparseci de Pământ.